# Anglo-Portuguese Telephone

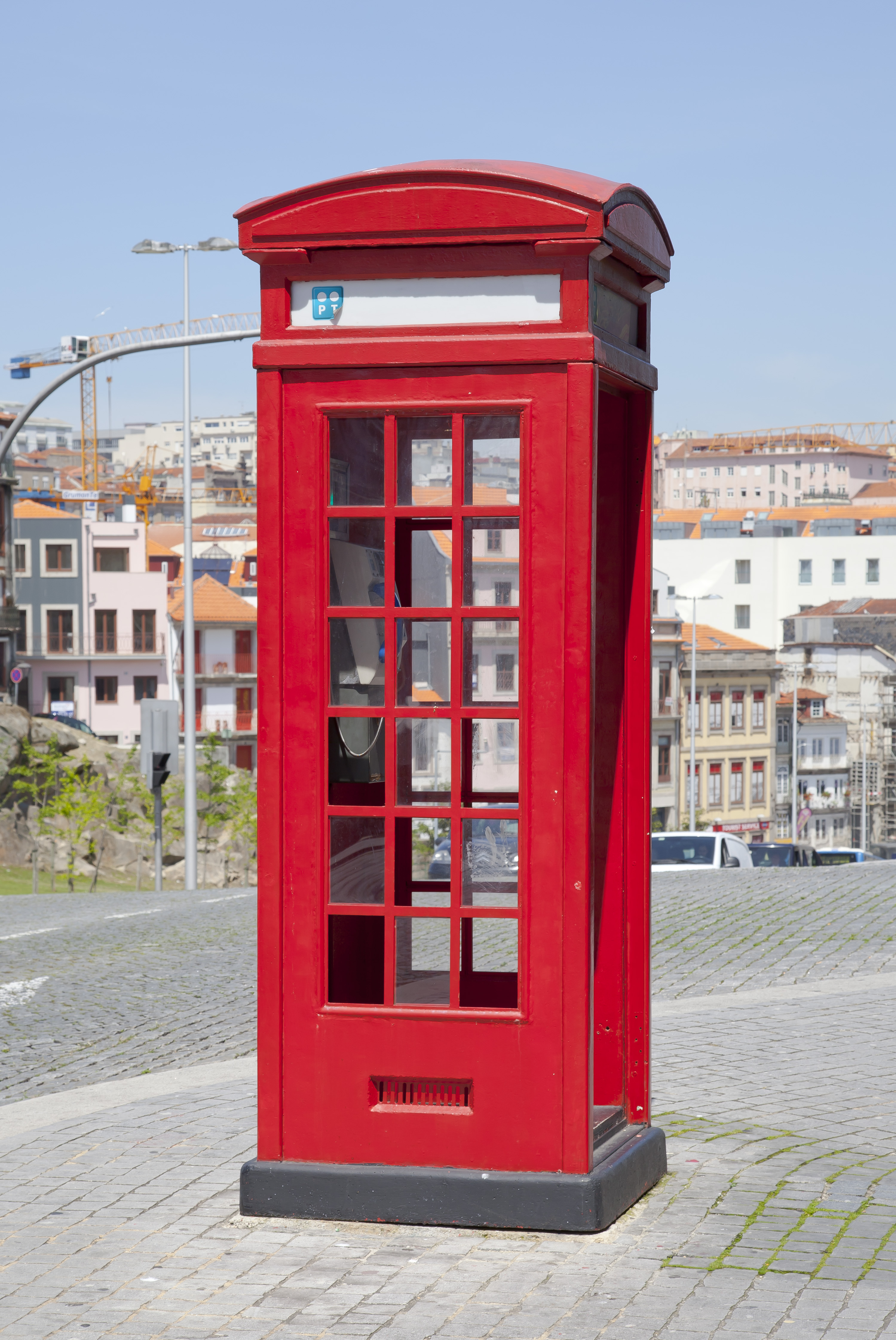
Uma herança da APT ainda em uso no Porto

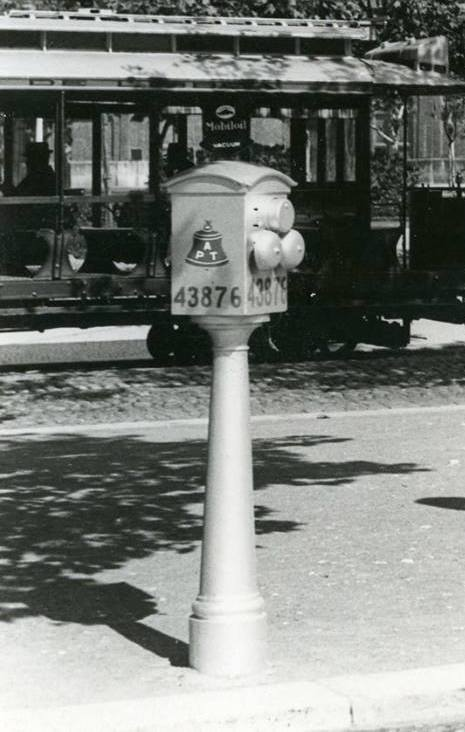
Caixa de chamadas n.º 43876, em Lisboa, na década de 1940.

A The Anglo-Portuguese Telephone Company, Limited ou APT (também referida popularmente como "Companhia dos Telefones") foi uma das primeiras operadoras de telecomunicações em Portugal. Durante cerca de 80 anos, foi responsável pela exploração das redes telefónicas das cidades de Lisboa e Porto.

## História
Em 1881, foi apresentado o primeiro concurso para a operação das telecomunicações em Portugal. No entanto, este concurso não teve sucesso, dado nenhuma das propostas ser aceitável. 
Em Outubro do mesmo ano, a Direcção-Geral dos Correios, Telégrafos e Faróis, mandou publicar nas embaixadas das principais capitais europeias, como Londres, Paris, Bruxelas, Amesterdão e Madrid, a abertura de um novo concurso para a atribuição de uma licença para a operação do serviço telefónico em Lisboa, Porto e outras cidades do Reino. Nesse concurso, foi apresentada a Edison Gower Bell Telephone Company of Europe, Ltd, à qual foi atribuída a exploração das redes, a 13 de Janeiro de 1882.
Em 1887, a Anglo-Portuguese Telephone - empresa constituída com capitais britânicos - comprou à Edison Gower Bell a exploração das telecomunicações por 50 000 libras. A 14 de Setembro do mesmo ano, é assinado um contrato entre a APT e o Estado português.
Em 1968, depois de quatro renovações de licença, o Estado decidiu não estender a licença. Foi criada a empresa pública Telefones de Lisboa e Porto (TLP) que herdou o património da APT.
De acordo com o The London Gazette de 2 de Dezembro de 1976, a 30 de Novembro do mesmo ano foi decidida, em assembleia geral extraordinária, a dissolução voluntária da empresa ().